# Danny Dyer
Danial «Danny» Dyer  (Londres, Inglaterra; 24 de julio de 1977) es un actor británico conocido por sus numerosas participaciones en cine y actualmente por interpretar a Mick Carter en la serie EastEnders.

## Primeros años
Es hijo de Antony Dyer y Christine Meakin. 
Danny comenzó una relación con Joanne Mas en 1992, cuando tenía quince años. La pareja le dio la bienvenida a su primera hija juntos Dani Charlotte Dyer el 8 de agosto de 1996, a su segunda hija, Sunnie Jo Dyer el 10 de abril de 2007 y a su único hijo varón, Arty Jose Dyer, el 24 de octubre de 2013. En marzo de 2015 se anunció que Danny y Joanne se habían comprometido. En septiembre del 2016 la pareja finalmente se casó. En enero de 2021 se convirtió en abuelo por primera vez, después de que su hija Dani diera a luz a un niño llamado Santiago.

## Carrera
En 1996 apareció en dos episodios de la serie The Bill donde interpretó a Gavin Parker, anteriormente había aparecido por primera vez en la serie en 1993 donde dio vida a Darrell Highes en el episodio "Unlucky for Some".
En 1999 apareció en la película La Trinchera (The Trench)  donde interpretó al soldado de primera clase Victor Dell.
En el 2002 prestó su voz para el personaje del mánager Kent Paul en el videojuego Grand Theft Auto: Vice City, más tarde en el 2004 lo hizo de nuevo ahora para Grand Theft Auto: San Andreas.
En el 2007 apareció como invitado en dos episodios de la serie británica Skins donde interpretó a Malcolm, el padrastro de Michelle Richardson (April Pearson) y protagonizó Straightheads junto a Gillian Anderson.
En el 2009 interpretó a Whitey en la película Malice in Wonderland junto a Maggie Grace. La película es una adaptación moderna del cuento infantil Alicia en el País de las Maravillas.
En el 2010 interpretó a Joe en la película de terror Devil's Playground junto a Jaime Murray y Colin Salmon.
En el 2011 se unió al elenco de la película Age of Heroes donde interpretó al Capitán Bob Rains, en la película compartió créditos con el actor Sean Bean.
En el 2012 apareció como invitado en la serie médica británica Casualty donde interpretó al paramédico Rossy.
En el 2013 se anunció que Danny se uniría al elenco de la sexta temporada de la serie Hollyoaks Later donde interpretará a un hombre conocido como "The White Man".
El 25 de diciembre del mismo año se unió al elenco principal de la popular serie británica EastEnders donde interpreta a Mick Carter, el hermano menor de Shirley Carter y Tina Carter, hasta ahora.
Es el narrador de el nuevo programa de MTV True Love or True Lies?: Amantes o Farsantes.

## Filmografía

### Series de televisión
| Año         | Título                            | Personaje       | Notas                             |
| ----------- | --------------------------------- | --------------- | --------------------------------- |
| 2019 - 2022 | The Wall                          | Himself         | 8 episodios                       |
| 2013 - 2022 | EastEnders                        | Mick Carter     | 758 episodios                     |
| 2013        | Hollyoaks Later                   | "The White Man" | 4 episodios                       |
| 2013        | Plebs                             | Cassius         | episodio "The Gladiator"          |
| 2012        | Casualty                          | Rossy           | episodio "Love Is"                |
| 2010        | Comedy Lab                        | Chad            | episodio "Filth"                  |
| 2007        | Skins                             | Malcolm         | 2 episodios                       |
| 2007        | Hotel Babylon                     | Dave Osbourne   | episodio # 2.2                    |
| 2005        | Rose and Maloney                  | Danny           | episodio # 2.1                    |
| 2005        | M.I.T.: Murder Investigation Team | Marc Sharaff    | episodio # 2.4                    |
| 2004        | Family Business                   | Yankie          | -                                 |
| 2003        | Serious and Organised             | Darren Evans    | -                                 |
| 2002        | Foyle's War                       | Tony Lucciano   | episodio "A Lesson in Murder"     |
| 1997        | Soldier Soldier                   | Gary Fox        | 2 episodios                       |
| 1997        | Highlander                        | Andrew Baines   | episodio "Avatar"                 |
| 1997        | Ain't Misbehavin                  | Joven Ronnie    | 3 episodios - miniserie           |
| 1997        | Bramwell                          | Danny           | episodio # 3.3                    |
| 1996        | The Bill                          | Gavin Parker    | 2 episodios                       |
| 1996        | Thief Takers                      | Alex Peters     | episodio "The Outcasts"           |
| 1996        | Ruth Rendell Mysteries            | Tom             | episodio "Heartstones"            |
| 1995        | Crown Prosecutor                  | Shane Cassidy   | episodio # 1.5                    |
| 1995        | A Touch of Frost                  | Shaun Everett   | episodio "Dead Male One"          |
| 1994        | Cadfael                           | Brian           | episodio "The Leper of St. Giles" |
| 1989        | Children's Ward                   | Tony            | episodio # 1.8                    |

### Películas
| Año  | Título                                 | Personaje           | Notas |
| ---- | -------------------------------------- | ------------------- | --- |
| 2015 | Gunned Down                            | Mickey              | junto a James Woods, Vincent Regan, James Cosmo, Steven Berkoff y Craig Fairbrass                                                  |
| 2014 | The Hooligan Factory                   | Jeff                | como Jason Maza, Nick Nevern, Tom Burke, Ray Fearon, Steven O'Donnell, Morgan Watkins, Josef Altin, Leo Gregory y Keith-Lee Castle |
| 2014 | Assassin                               | Jamie               | junto a Martin Kemp, Gary Kemp, Anouska Mond y Holly Weston                                                                        |
| 2013 | Daementia                              | Detective Gabriel   | junto a Kim Sønderholm, Tom Bott y James Paytor                                                                                    |
| 2013 | Played                                 | Macca               | junto a Tamer Hassan |
| 2013 | Vendetta                               | Jimmy Vickers       | junto a Roxanne McKee, Josef Altin y Lucy Drive                                                                                    |
| 2013 | In a Heartbeat                         | Philip              | junto a Keith Allen, Craig Conway y Zoe Grisedale                                                                                  |
| 2012 | Run for Your Wife                      | John Smith          | junto a Judi Dench, Ray Winstone, Geoffrey Palmer, Sarah Harding y Timothy West                                                    |
| 2012 | Deviation                              | Frankie             | junto a Anna Walton, James Doherty y Alan McKenna                                                                                  |
| 2011 | Freerunner                             | Mr. Frank           | junto a Sean Faris, Tamer Hassan, Amanda Fuller y Seymour Cassel                                                                   |
| 2011 | Age of Heroes                          | Capitán Bob Rains   | junto a Sean Bean, Aksel Hennie, Christian Rubeck, Izabella Miko y James D'Arcy                                                    |
| 2011 | Run for Your Wife                      | John Smith          | junto a Denise Van Outen, Sarah Harding, Neil Morrissey y Ben Cartwright                                                           |
| 2011 | 7lives                                 | Tom                 | junto a Kate Ashfield, Nick Brimble, Martin Compston y Craig Conway                                                                |
| 2010 | The Last Seven                         | Ángel de la Muerte  | junto a Tamer Hassan, Simon Phillips, Sebastian Street, Rita Ramnani, John Mawson y Ronan Vibert                                   |
| 2010 | Dead Cert                              | Roger Kipling       | junto a Jason Flemyng, Janet Montgomery, Dexter Fletcher, Craig Fairbrass y Steven Berkoff                                         |
| 2010 | Devil's Playground                     | Joe                 | junto a Jaime Murray, Craig Fairbrass, MyAnna Buring, Sean Pertwee, Colin Salmon y Shane Taylor                                    |
| 2010 | Basement                               | Gary                | junto a Jimi Mistry, Emily Beecham y Kierston Wareing                                                                              |
| 2010 | Pimp                                   | Stanley             | junto a Scarlett Johnson, Robert Cavanah, Billy Boyd y Gemma Chan                                                                  |
| 2010 | Just for the Record                    | Derek La Farge      | junto a Steven Berkoff, Craig Fairbrass, Joe Egan y Jamie Foreman                                                                  |
| 2010 | The Rapture                            | Wraith              | junto a Jaime Murray, Chucky Venn, Billy Murray, Martin Kemp, Colin Salmon y Steven Berkoff                                        |
| 2009 | Dead Man Running                       | Bling               | junto a Esmé Bianco, 50 Cent, Monet Mazur, Brenda Blethyn y Tamer Hassan                                                           |
| 2009 | Jack Said                              | Nathan              | junto a David O'Hara, Simon Phillips, Ashlie Walker y Terry Stone                                                                  |
| 2009 | Doghouse                               | Neil                | junto a Stephen Graham, Christina Cole, Alison Carroll y Billy Murray                                                              |
| 2009 | Malice in Wonderland                   | Whitey              | junto a Maggie Grace, Nathaniel Parker, Matt King y Pam Ferris                                                                     |
| 2009 | City Rats                              | Pete                | junto a Tamer Hassan, Ray Panthaki, Susan Lynch y Kenny Doughty                                                                    |
| 2008 | Adulthood                              | Hayden              | junto a Noel Clarke, Scarlett Alice Johnson y Adam Deacon                                                                          |
| 2008 | Kiss of Death                          | Matt Costello       | junto a Louise Lombard, Lyndsey Marshal, Shaun Parkes, Ace Bhatti y Neil McDermott                                                 |
| 2007 | The All Together                       | Dennis Earle        | junto a Martin Freeman, Corey Johnson, Velibor Topic y Jonathan Ryland                                                             |
| 2007 | Straightheads                          | Adam                | junto a Gillian Anderson, Adam Rayner, Ralph Brown y Steven Robertson                                                              |
| 2007 | Outlaw                                 | Gene Dekker         | junto a Sean Bean, Lennie James, Sean Harris, Rupert Friend y Bob Hoskins                                                          |
| 2006 | Severance                              | Steve               | junto a Tim McInnerny, Toby Stephens y Laura Harris                                                                                |
| 2006 | All in the Game                        | Martin              | junto a Ray Winstone, Gerald Kyd y Idris Elba                                                                                      |
| 2006 | The Other Half                         | Mark Lamanuzzi      | junto a Gillian Kearney, Mark Lynch y Vinnie Jones                                                                                 |
| 2005 | The Business                           | Frankie             | junto a Tamer Hassan, Linda Henry, Geoff Bell y Georgina Chapman                                                                   |
| 2005 | The Great Ecstasy of Robert Carmichael | Larry Haydn         | junto a Stuart Laing y Rob Dixon                                                                                                   |
| 2004 | Tabloid                                | Joe Public          | junto a Matthew Rhys, Mary Elizabeth Mastrantonio, John Hurt y David Soul                                                          |
| 2004 | The Football Factory                   | Tommy Johnson       | junto a Jamie Foreman, Frank Harper, Tamer Hassan y Kara Tointon                                                                   |
| 2004 | Free Speech                            | Mark                | corto - junto a Jacqueline Oceane y Dennis Cronk                                                                                   |
| 2003 | Second Generation                      | Jack                | junto a Parminder Nagra, Radhika Aggarwal, William Beck, Lalita Ahmed y Nitin Ganatra                                              |
| 2003 | Wasp                                   | Dave                | corto - junto a Natalie Press, Jodie Mitchell y Molly Griffiths                                                                    |
| 2002 | Dead Casual                            | Wayne               | junto a Sophie Okonedo, Charlie Creed-Miles, Kris Marshall y Daniel Mays                                                           |
| 2001 | Mean Machine                           | Billy               | junto a Vinnie Jones, David Kelly, David Hemmings, Jason Flemyng y Jason Statham                                                   |
| 2001 | High Heels and Low Lifes               | Danny               | junto a Minnie Driver, Mary McCormack, Kevin McNally, Mark Williams y Michael Gambon                                               |
| 2001 | Goodbye Charlie Bright                 | Francis             | junto a Phil Daniels, Paul Nicholls, Jamie Foreman, David Thewlis, Nicola Stapleton y Tameka Empson                                |
| 2001 | Is Harry on the Boat?                  | Brad                | junto a Rik Young, Kate Magowan, Des Coleman y Davinia Taylor                                                                      |
| 2000 | Greenfingers                           | Tony                | junto a Clive Owen, Helen Mirren y David Kelly                                                                                     |
| 2000 | Borstal Boy                            | Charlie Milwall     | junto a Shawn Hatosy, Eamon Glancy, Ian McElhinney y Lee Ingleby                                                                   |
| 1999 | La trinchera (The Trench)              | Soldado Victor Dell | junto a Daniel Craig, Paul Nicholls, James D'Arcy, Ciarán McMenamin y Cillian Murphy                                               |
| 1999 | Human Traffic                          | Moff                | junto a John Simm, Lorraine Pilkington, Shaun Parkes y Nicola Reynolds                                                             |
| 1995 | Love Up                                | Billy               | junto a Lena Headey, Ian Hart, Linda Bassett, Jason Isaacs, Rick Warden y Philip Glenister                                         |
| 1995 | Loving                                 | Bert                | junto a Mark Rylance, Georgina Cates y Brian Fitzpatrick                                                                           |
| 1993 | Prime Suspect 3                        | Martin Fletcher     | junto a Helen Mirren, Peter Capaldi, Michael Shannon, David Thewlis y Mark Strong                                                  |

### Narrador
| Año           | Programa                                     | Notas |
| ------------- | -------------------------------------------- | ----- |
| 2018-presente | True Love or True Lies?: Amantes o Farsantes |       |

### Videojuegos
| Año  | Videojuego                    | Personaje | Notas                           |
| ---- | ----------------------------- | --------- | ------------------------------- |
| 2004 | Grand Theft Auto: San Andreas | Kent Paul | prestó su voz para el personaje |
| 2002 | Grand Theft Auto: Vice City   | Kent Paul | prestó su voz para el personaje |

### Videos musicales
| Año  | Grupo      | Canción        | Notas                                                 |
| ---- | ---------- | -------------- | ----------------------------------------------------- |
| 2007 | The Twangs | "Two Lovers"   | apareció en el video musical - junto a Jaime Winstone |
| 1998 | Mansun     | "Being A Girl" | apareció en el video musical                          |

### Teatro
| Año  | Obra                | Personaje   | Director             | Notas                  |
| ---- | ------------------- | ----------- | -------------------- | ---------------------- |
| 2009 | Kurt and Sid        | Sid Vicious | -                    | -                      |
| 2008 | The Homecoming      | Joey        | Michael Attenborough | Almeida Theatre        |
| 2002 | No Man's Land       | Foster      | Harold Pinter        | Royal National Theatre |
| 2000 | Celebration         | Mesero      | Harold Pinter        | Almeida Theatre        |
| 1999 | Certain Young Men   | Terry       | -                    | Almeida Theatre        |
| 1995 | Not Gods But Giants | -           | -                    | Traverse Theatre       |

## Premios y nominaciones
| Año  | Categoría                                          | Premio                    | Serie      | Resultado |
| ---- | -------------------------------------------------- | ------------------------- | ---------- | --------- |
| 2019 | Best Actor                                         | British Soap Award        | EastEnders | Nominado  |
| 2017 | Best Actor                                         | Inside Soap Award         | EastEnders | Nominado  |
| 2017 | Best Actor                                         | British Soap Award        | EastEnders | Nominado  |
| 2016 | Best Actor                                         | Inside Soap Award         | EastEnders | Nominado  |
| 2016 | Funniest Male                                      | Inside Soap Award         | EastEnders | Nominado  |
| 2016 | Sexiest Male                                       | Inside Soap Award         | EastEnders | Nominado  |
| 2016 | Best Actor                                         | British Soap Award        | EastEnders | Nominado  |
| 2016 | Best On-Screen Partnership (junto a Kellie Bright) | British Soap Award        | EastEnders | Nominados |
| 2016 | Best Serial Drama Performance                      | National Television Award | EastEnders | Ganó      |
| 2015 | Best Soap Actor                                    | TV Choice Award           | EastEnders | Nominado  |
| 2015 | Soap Personality Sponsored by SMEG                 | TRIC Award                | EastEnders | Ganó      |
| 2015 | Serial Drama Performance                           | National Television Award | EastEnders | Ganó      |
| 2014 | Best Actor                                         | Inside Soap Award         | EastEnders | Ganó      |
| 2014 | Best Soap Actor                                    | TV Choice Award           | EastEnders | Ganó      |
| 2014 | Best Actor                                         | British Soap Award        | EastEnders | Nominado  |
| 2014 | Best On-Screen Partnership (junto a Kellie Bright) | British Soap Award        | EastEnders | Nominados |
| 2014 | Sexiest Male                                       | British Soap Award        | EastEnders | Nominado  |